# H.262
H.262 est le nom de la recommandation UIT-T correspondant à la norme ISO/CEI 13818-2, c'est-à-dire MPEG-2 Vidéo. Les textes des deux normes sont identiques.